# Institut de protection et de sûreté nucléaire
 (mai 2013).
Si vous disposez d'ouvrages ou d'articles de référence ou si vous connaissez des sites web de qualité traitant du thème abordé ici, merci de compléter l'article en donnant les références utiles à sa vérifiabilité et en les liant à la section « Notes et références ».
L'Institut de protection et de sûreté nucléaire (IPSN) était un institut du Commissariat à l'énergie atomique (CEA) doté, depuis 1990, d'un statut particulier.
Il s'agit aujourd'hui de l'une des entités de l'Institut de radioprotection et de sûreté nucléaire (IRSN), depuis la fusion de l'IPSN avec l'OPRI le 13 février 2002,.

## Histoire
Après la création des premiers groupes d'experts de la sûreté au sein du Commissariat à l'énergie atomique (CEA) au début des années 1960[réf. incomplète], un Département de sûreté nucléaire (DSN) est créé au sein du CEA en 1970 sous la direction de Jean Bourgeois et compte 300 personnes environ. En référence aux débats qui ont lieu outre-Atlantique, le gouvernement français entame une réflexion sur la séparation des activités d’expertise de la sûreté et des activités de promotion de l'énergie nucléaire au sein du CEA. Finalement, un compromis est trouvé entre la volonté d'afficher un changement vis-à-vis de l'extérieur et celle, portée par l’état-major du CEA et des syndicats, de préserver l’expertise dans l'organisme[réf. incomplète]. Ce compromis aboutit à la création de l’Institut de protection et de sûreté nucléaire (IPSN) en 1976, dans une branche spécifique de l'organigramme du CEA. La direction de l'IPSN est confiée à Jean Bourgeois. L'IPSN comprend principalement deux départements, le Département de sûreté nucléaire (DSN), dont le chef est Pierre Tanguy, et le Département de protection (DPr), confié au docteur Jammet.
L'IPSN regroupe environ 1 400 personnes, dont deux tiers de cadres. Son budget est d'environ 1,5 milliard de francs dont 43 % consacrés à la recherche.
L'IPSN effectue des recherches et des expertises pour la maîtrise des risques nucléaires et de leurs conséquences sur l'homme et l'environnement : sûreté des installations nucléaires, protection des travailleurs du public et de l'environnement, sécurité des transports de matières radioactives, contrôle des matières nucléaires et sensibles, protection contre les actes de malveillance.
Agissant essentiellement pour le compte des pouvoirs publics, il noue de nombreuses collaborations avec ses homologues étrangers.